# Uwe Hohn
Uwe Hohn (Neuruppin, 16 luglio 1962) è un ex giavellottista tedesco.
Fu detentore del record mondiale della specialità, ottenuto a Berlino Est il 20 luglio 1984 con la misura di 104,80 m, fino al cambio del regolamento sulla geometria del giavellotto da parte della federazione, che difatti azzerò i primati precedenti.

## Biografia
Il 20 luglio 1984 ottenne un record mondiale a Berlino Est con la misura di 104,80 metri. La misura con cui ottenne il record, anche se non corrisponde all'attuale primato, non fu mai superata ed inoltre rappresentò l'unica volta nella storia nel quale il giavellotto fu scagliato ad oltre 100 metri di distanza. Successivamente la IAAF modificò l'attrezzo spostandone il baricentro al fine di ottenere misure più corte, questo perché si evitasse di ferire altre persone a causa dell'eccessiva gittata dei lanci, che potevano anche finire oltre la zona destinata alle gare.
La carriera sportiva di Hohn si interruppe a soli 24 anni a causa di problemi fisici. Un infortunio alla schiena, subito durante una seduta di sollevamento pesi, lo costrinse a ripetute interruzioni dell'attività fino al completo ritiro.

## Palmarès
| Anno | Manifestazione   | Sede    | Evento                 | Risultato | Prestazione | Note |
| ---- | ---------------- | ------- | ---------------------- | --------- | ----------- | ---- |
| 1981 | Europei juniores | Utrecht | Lancio del giavellotto | Oro       |             |      |
| 1982 | Europei          | Atene   | Lancio del giavellotto | Oro       | 91,34 m     |      |

## Altre competizioni internazionali
1984
- Oro alla Coppa Europa ( Mosca), lancio del giavellotto

1985
- Oro alla Coppa del mondo ( Canberra), lancio del giavellotto - 96,96 m